# ثأر

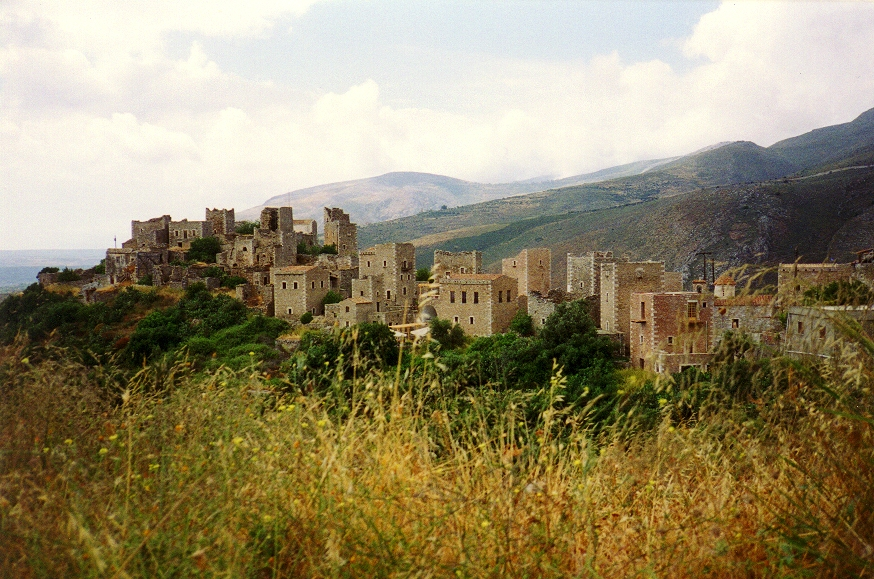

الثأر هو أن يقوم أولياء الدم «أقارب القتيل» بقتل القاتل نفسه أو قتل أحد أقاربه انتقاماً لأنفسهم دون أن يتركوا للدولة حق إقامة القصاص الشرعي. والقتل وفقاً لأعراف القبائل إما أن يكون نتيجة لهزة مستثارة ، مثلاً «اثنان واقفان في السوق ، وشتم الأول الثاني فحصل بينهما مهاترات فحصل أن قتل الأولُ الثاني» أو نتيجة لأمر معيب بما يسمى عند بعض القبائل بالعيب الأسود أو الأجذم بمعنى أن يقتل رجل رفيقه في السَّير أو يقتل نسيبه أو يقتل مَتِيْعَهُ (وهو مَنْ تَشَارَكَ معه في الطعام) ، أو يقتل امرأة أو طفلاً مما تعارفت عليه القبائل اليمنية.
تعتبر ظاهرة الثأر من أخطر الظواهر الاجتماعية التي عانت منها المجتمعات البشرية ، وهي قديمة قِدَمَ الوجود البشري على سطح البسيطة. وتعتبر من أخطر ما يهدد سلامة وأمن وسكينة المجتمعات ، كما تعتبر العدو الأول للتنمية والتطوير. وهذه الظاهرة من أعقد وأصعب الظواهر التي تؤثر في حياة المجتمع اليمني ، وتعد من أسوأ العادات الاجتماعية الموروثة التي تهدد الأمن والسلم الاجتماعي وتعيق عملية التنمية في البلاد وتؤدي إلى سفك دماء الكثير من الأبرياء وإلى قيام العديد من الحروب والنزاعات القبلية ؛ ولذلك فقد أصبح من الضروري دراسة هذه المشكلة دراسة علمية جادة تجسد إرادة الدولة القوية وتوجهاتها الجادة لمعالجة هذه الظاهرة والحد منها وترسيخ الأمن والاستقرار في أرجاء البلاد.

## الثأر في اللغة
جَاءَ فِيْ لِسَانِ الْعَرَبِ لاِبْنِ مَنْظُوْرٍ: الثَّأْرُ وَالثُّؤْرَةُ: الذَّحْلُ. قَالَ اِبْنُ سِيْدَةَ: الثَّأْرُ: الطَّلَبُ بِالدَّمِ ، وَقِيْلَ: الدَّمُ نَفْسُهُ ، وَالْجَمْعُ: أَثْآرٌ وَآثَارٌ ، عَلَىْ الْقَلْبِ. وَقِيْلَ: الثَّأْرُ: قَاتِلُ حَمِيْمِكَ ، وَالاِسْمُ: الثُّؤْرَةُ. قَالَ الأَصْمَعِيُّ: أَدْرَكَ فُلاَنٌ ثُؤْرَتَهُ: إِذَا أَدْرَكَ مَنْ يَطْلُبُ ثَأْرَهُ. وَيُقَالُ: ثَأَرْتُ الْقَتِيْلَ وَبِالْقَتِيْلِ ثَأْرَاً وَثُؤْرَةً ، فَأَنَا ثَائِرٌ: أَيْ قَتَلْتُ قَاتِلَهُ. وَالثَّائِرُ: الَّذِيْ لاَ يُبْقِيْ عَلَىْ شَيْئٍ حَتَّىْ يُدْرِك ثَأَرَهُ. وَأَثْأَرَ الرَّجُلُ وَاِثَّأَرَ: أَدْرَكَ ثَأْرَهُ. وَثَأَرَ بِهِ وَثَأَرَهُ: طَلَبَ دَمَهُ. وَيُقَالُ: ثَأَرْتُ فُلاَنَاً وَاِثَّأَرْتُ بِهِ: إِذَا طَلَبْتَ قَاتِلَهُ. وَالثَّائِرُ: الطَّالِبُ. وَثَأَرْتُ الْقَوْمَ ثَأْرَاً: إِذَا طَلَبْتَ بِثَأْرِهِمْ. قَالَ اِبْنُ السِّكِّيْتِ: ثَأَرْتُ فُلاَنَاً وَثَأَرْتُ بِفُلاَنٍ: إِذَا قَتَلْتَ قَاتِلَهُ. وَثَأْرُكَ: الرَّجُلُ الَّذِيْ أَصَابَ حَمِيْمَكَ. وَالْمثْؤُوْرُ بِهِ: الْمَقْتُوْلُ. وَتَقُوْلُ: يَا ثَارَاتِ فُلاَنٍ: أَيْ يَا قَتَلَةَ فُلاَنٍ.

## ظاهرة الثأر في بعض المجتمعات العربية
تنتشر هذه الظاهرة في المجتمعات القَبَلِيَّة ، والتي تتميز بقوة العصبية القبلية فيها. ومن هذه المجتمعات القبائل العربية عموماً ، والمنتشرة في جميع أراضي الوطن العربي الكبير. وتزداد هذه الظاهرة كلما ازدادت مظاهر وجود القبيلة. ومن النماذج الأكثر وضوحاً في هذا المجال: المجتمع اليمني ، ومجتمع صعيد مصر.
وظاهرة الثأر من العادات السيئة ، ومن بقايا الجاهلية التي كانت منتشرة في الناس قبل الإسلام ، فلما أشرق الإسلام بتعاليمه السمحة ، قضى على هذه الظاهرة وشرع القصاص ، حيث يطبق بالعدل ، ويقوم به ولي الأمر ، وليس آحاد الناس حتى لا تكون الحياة فوضى•.
وتعتبر اليمن نموذجاً فريداً ومميزاً لهذه المجتمعات القبلية المشبعة بـظاهرة الثأر القبلي ، إذ يغلب الطابع القبلي على البنية الاجتماعية اليمنية ، وتشكل ظاهرة الثأر محوراً أساسياً ارتبط وجوده بوجود القبيلة اليمنية.
ويحصد الثأر أراوح آلاف اليمنيين خلال سنوات قليلة. وهكذا يفعل أينما حل ، في أية دولة أو قبيلة أو مجتمع.

## خصائص الثأر
- عرف أصحاب الجاهلية أن الثأر لا يتقادم بتقادم الزمان والسنوات استناداً لقول أحد الشعراء الجاهليين[5] (بحر الطويل):

وَقَدْ يَنْبُتُ الْمَرْعَىْ عَلَىْ دِمَنِ الثَّرَىْ *** وَتَبْقَىْ حَزَازَاتُ النُّفُوْسِ كَمَا هِيَ
أو كما تشير إلى ذلك بعض الأمثلة المرتبطة بالثقافة الجاهلية:

«الثأر نقطة دم لا تتعفن ولا تسوس» ، «الآخذ بثأر أبيه بعد أربعين سنة مستعجل». بمعنى أنه ينبغي أن يظل هذا الإنسان حاملاً لهذه الفكرة مهما مَرَّتِ السنوات وتَقَادَمَتِ الأزمنة ، وأنهُ مَوضِعُ وَصِيَّةٍ مِنَ الآباءِ للأبناءِ.

وفي ذلك يقول أحد الشُّعَرَاء حاثَّاً أولاده على الأخذ بثأره - وقد وَصَفَ خُصُومَهُ بالغِرْبَان:

قَالَ اَبَوْ حَسَّانِ يَا رِزْحِ ظَهْرِيْ *** لاَ نِسِيْتُوْنِيْ فِمَا اِنْتُوْ عِيَالِيْ

عَابَتِ الْغِرْبَانِ بَعْدِ الْقَوَاعِدْ *** بَاتِقَاضِيْ الدَّيْنِ سِوْدِ اللَّيَالِيْ
المذمة والعار لمن تخلف عن الثأر
- الأمر الثاني من خصائص ظاهرة الثأر أن التخلف عن القيام بهذا الواجب الجاهلي كما يعتقد أصحابه يُوصَفُ بالمَذَمَّة والعار ، حيث يقال عنه: «لا يأخذ بثأر ولا يحمي عار» ، أو يقال باللهجة المصرية: «ياما الخِلْفَة النَّدَامَة تِجِيب لأهلها العار».
- الأمر الثالث من خصائص ظاهرة الثأر: أنه لا مجال للصلح لدى بعض القبائل التي تنتشر فيها عادة العصبية ، فإذا قُتِلَ قتيل على سبيل العمد فلا مجال للصلح لديهم.

وإلى ذلك تشير بعض الأشعار الشعبية «حصلت قصة في منطقة لودر التي كانت في الماضي تابعة لمحافظة أبين وهي اليوم إحدى مديريات محافظة البيضاء. فكان هناك أحد المشائخ اسمه الحيدري ذهب للتوسط في قضية قتل ، فأخذ هَجِيْمَاً ، والهَجِيم هو مجموعة من الثيران والأغنام والمواشي ، وذهب إلى أهل القتيل فقالوا له : «أيش تشتي (تريد) ياحيدري» قال: «أشتي (أريد) تعفوا عن القاتل» ، فأجابوا عليه بزامل يقول:

الْحَيْدَرِيْ يِذْرَا حَصَمْ فِيْ حَيْدَ اَصَمْ *** هُوْ شِيْ حَصَىْ يِنْبَتْ عَلَىْ ظَهْرَ الصَّفَاهْ

بَعْدَ الْخَضِرْ وَالْجِسْمِ ذِيْ بَيْنَ الأَصَمْ *** مَرْسَمْ بِمَرْسَمْ مَاجَرَىْ يِجْرِيْ وَرَاهْ

فهم يقولون له: يا حيدري ، اِلْعَبْ لك في الفاضي فليس هناك مجال أن نعفو عن القاتل الذي قَتَلَ لنا قريباً عمداً وعدواناً ، فليس هناك مجال للصلح في هذه القضية.

على الرغم أن الإسلام دعا إلى الصلح والعفو وهناك الكثير من الأمثال الشعبية التي ترتبط بثقافة العصبية الجاهلية ، فأصحاب هذه الثقافة يجيزون لأنفسهم أن يُقْتَلَ البريء بجريرة القاتل ؛ ولذلك كانوا يقولون: «يَعْمَلْهَا الأَقْرَع ويَتَحَمَّلْهَا أَبُو شَعر» ، بمعنى أن هذا الرجل قتل من هذه القبيلة فينبغي أن يكون بدلاً عنه أحد أقاربه. «إن لقيت الغريم وإلا ابن عمه» ، «الجَمَل الطَّارِف سُفْيَانِي» «مَنْ لِقِيْت جَزَرْت». فهذه بعض المعاني التي تستشف من الثقافة الجاهلية السائدة في بعض المناطق التي تنتشر فيها العصبية والتي تؤدي إلى انتشار ظاهرة الثأر واتساع نطاقها حيث يقول بعضهم: «إِنْ ماتَ الغريم فابن عمه يَقْضِي ويُسَلِّف» مع أن الله سبحانه وتعالى قال في كتابه : «وَلاَ تَزِرُ وَازِرَةٌ وِزْرَ أُخْرَىْ». بمعنى كل نفس تتحمل ما ارتكبته من إثم.
- أما الأمر الرابع من خصائص هذه الظاهرة ، فيتمثل بعدم نَصْبِ قبر القتيل ؛ كي يكون ذلك أمراً مُذَكِّرَاً لهم بالقيام بالواجب الذي يجب عليهم أن يقوموا به وفقاً لمعتقداتهم.
- فيما الأمر الخامس: حَثُّ النساءِ الرجالَ على الأخذ بالثأر ، فالأم لا تزال تقرأ في مسامع وليدها أن الله سبحانه وتعالى يبلغها حتى يبلغ هذا الطفل مبلغ الرجال كي يأخذ بثأر أبيه من خصومه ، فهذه امرأة جاهلية تذكرنا بأن هذه العادة هي أصلاً من عادات الجاهلية الأولى التي ظهرت نتيجة لضعف أو لقصور التمسك بأحكام الدين الإسلامي حيث تقول:[11]

يَا خَيْرَ مُعْتَمَدٍ وَأَمْنَعَ مَلْجَأٍ *** وَأَعَزَّ مُنْتَقِمٍ وَأَدْرَكَ طَالِبِ

جَاءَتْكَ وَافِدَةُ الثَّكَالَىْ تَغْتَلِيْ *** بِسَوَادِهَا فَوْقَ الْفَضَاءِ النَّاضِبِ

هَذِيْ خَنَاصِرُ أُسْرَتِيْ مَسْرُوْدَةً *** فِيْ الْجِيْدِ مِنِّيْ مِثْلَ سِمْطِ الْكَاعِبِ

فهي قد قَطَعَتِ الأصابعَ الصِّغَارَ للقَتْلَى وسَوَّتْهُنَّ عِقْدَاً في رَقَبَتِهَا مِنْ أجل إثارة الحَمِيَّة في قَومِهَا ليثأروا لمن قُتِلَ منهم.
- والأمر السادس في خصائص هذه العادة الجاهلية: اعتراف بعض المجتمعات المحلية به والتحريض عليه ، والأمثلة على ذلك كثيرة ، والتي لا تزال تُتَنَاقَلُ بين مَنْ يحملون هذه الفكرة وبين من يعتقدون بصحتها ؛ ولذلك يقول أَحَدُهُم: «لَطْمَ الْوِجِيْهَ اَسْلاَف» ، أي إِنْ لَطَمْتَ وَجْهِيْ لاَ بُدَّ أَنْ أَلْطِمَ وَجْهَكَ. قتلتَ فلاناً فلا بُدَّ أَنْ أَقْتُلَكَ». وهكذا «إِذَا كُنْتَ عَطْشَانَ فَقَدْ آنَ لَكَ».[12]

## الفرق بين الثأر والقِصَاص
- هناك فرق واضح بين الثأر والذي يعتبر عصبية جاهلية ، وبين حكم الله الذي شرعه لنا المُتَمَثِّلُ بحكم القصاص حيث يؤخذ في القصاص بشخصية العقوبة ، بمعنى أنَّ الذي يُقْتَل هو القاتل الذي ثبت ارتكابه للجريمة بعد محاكمة شرعية عادلة يَثْبُتُ مِنْ خلالها بيقينٍ أنَّ هذا هو الذي قَتَلَ فلاناً ، وبذلك نقيم عليه القصاص.[13]
- فيما الشيء الثاني: أن القصاص تقيمه الدولة بعد محاكمةٍ عادلةٍ ، فيما الثأر تقوم به القبيلة أو الشخص أخذاً بالمَضَنَّة ، ودون أن يكون هناك دليل قاطع بأن فلاناً هو الذي ارتكب هذه الجريمة.
- والشيء الثالث: في هذه المفارقات هو أن في القصاص تتكافأ دماء المسلمين في القَدْرِ والمنزِلَة ، ولذلك يقول النبي (صلى الله عليه وسلم): (الْمُؤْمِنُوْنَ تَتَكَافَأُ دِمَاؤُهُمْ ، وَيَسْعَىْ بِذِمَّتِهِمْ أَدْنَاهُمْ ، وَهُمْ يَدٌ عَلَىْ مَنْ سِوَاهُمْ».
- الشيء الرابع: أن القصاص يهدف إلى معاقبة الجاني بِمِثْلِ فعلِهِ ورَدْعِهِ وزَجْرِ غيرِهِ وتطهيره من الإثم ؛ لأن العقوبة كما ثبت لدى فقهاء الشريعة أنها ردع وزجر وتطهير للجاني من الإثم الذي لحقه جراء ارتكابه للجريمة.
- والشيء الخامس: أن القصاص يحسم تداعيات الفتن ، فكأنما توضع هذه الجمرة من النار في الماء فتنطفئ ؛ ولذلك يقول الله سبحانه وتعالى: «وَلَكُمْ فِيْ الْقِصَاصِ حَيَاةٌ يَا أُوْلِيْ الأَلْبَابِ».[14] أما الثأر فإنه بداية لِتَفَجُّرِ الدماء وتَعَاقُبِ أحداثِ الثأر ؛ ولذلك نقول: إِنَّ الدَّمَ لايُوَلِّدُ إلا الدَّمَ ، والعُنْفَ لا يُوَلِّدُ إلا العُنْفَ ، والفَنَاءُ عُمْلَةٌ مُتَدَاوَلَةٌ بينَ طَرَفَيِ الصِّرَاعِ.
- الشيء السادس: أن الصلح أمر مقبول وجائز في الشرع الإسلامي أو في القصاص ، بمعنى أن أولياء الدم يُسْتَرْضَوْنَ لكي يعفوا عن القاتل ، أما في الثأر فلا مجال للعفو فيه.

## موقف الإسلام من الثأر
لقد وضع الله سبحانه وتعالى في جرائم الحدود والقِصَاص عقوبات ، ولم يترك للناس تقديرها ؛ نظراً لأهميتها. وساوى بين الناس جميعاً ، فليس هناك فرق بين الناس ومراتبهم وأقدارهم ، فهي متساوية ، فلا فرق بين وضيع أو شريف ولا غني أو فقير لقوله تعالى: «كُتِبَ عَلَيْكُمُ الْقِصَاصُ فِيْ الْقَتْلَىْ الْحُرُّ بِالْحُرِّ وَالْعَبْدُ بِالْعَبْدِ». وجميع الشرائع السماوية نَصَّتْ على عقوبة القتل ، فليس هناك مجال لكي نتخلص من هذا الجزاء كونه سَيُجَسِّمُ تداعيات الفتن لقوله تعالى : «وَلَكُمْ فِيْ الْقِصَاصِ حَيَاةٌ يَا أُوْلِيْ الأَلْبَابِ».

والأمرُ الآخَرُ: إن مما يشير إلى خطورة هذه الظاهرة ، أن الدماء هي أول أمر يقضي الله سبحانه وتعالى فيه بين الناس يوم القيامة وهذا يدل على أن لهذه الدماء حرمة ، والرسول (صلى الله عليه وسلم) يقول : «أَوَّلُ مَا يُقْضَىْ بَيْنَ النَّاسِ يَوْمَ الْقِيَامَةِ فِيْ الدِّمَاءِ».

فالله سبحانه وتعالى قد تَوَعَّدَ مرتكبها بالخلود في جهنم ، وليس له توبة هذا عند بعض الفقهاء الذين قالوا: لا توبة للقاتل عمداً وعدواناً ، ومنهم ابن عباس ، قال: لأن هذه الآية كانت آخر ما نزل من آيات القرآن الكريم ، فلم يوجد لها ناسخ ، والآية هي: «وَمَنْ يَقْتُلْ مُؤْمِنَاً مُتَعَمِّدَاً فَجَزَاؤُهُ جَهَنَّمُ خَالِدَاً فِيْهَا وَغَضِبَ اللهُ عَلَيْهِ وَلَعَنَهُ وَأَعَدَّ لَهُ عَذَابَاً عَظِيْمَاً».

وهذه القضية يشير إليها ويؤكدها قول النبي (صلى الله عليه وسلم): «كُلُّ ذَنْبٍ عَسَىْ اللهُ أَنْ يَغْفِرَهُ إِلاَّ الرَّجُلُ يَقْتُلُ الْمُؤْمِنَ مُتَعَمِّدَاً أَوِ الرَّجُلُ يَمُوْتُ كَافِرَاً». وقوله (ص): «لَزَوَالُ الدُّنْيَا أَهْوَنُ عَلَىْ اللهِ مِنْ قَتْلِ اِمْرِئٍ مُسْلِمٍ بِغَيْرِ حَقٍّ».

## أسباب الثأر
للثأر أسباب عديدة ، أهمها:
- النزاعات والخلافات الجغرافية.
- انتشار السلاح.[19]
- ضعف الوازع الديني.
- ضعف الدولة المركزية.
- ضعف أداء الجهاز الأمني ، وضعف الدولة في ضبط الجناة الذين يقومون بقتل الغير.
- ضعف أداء جهاز القضاء ، وغياب العدل ، وانتشار الفساد والرشوة والمحسوبية ، وضعف تطبيق سلطة القانون.[20]
- الأسباب السياسية والتوظيف السياسي: عندما كان الإمام يضرب قبيلة بقبيلة أخرى ، فمثلاً ضرب الإمام قبيلة قيفة بخولان ، ثم ضرب خولان بقيفة ، وهذه القضية هي أثر من آثار السياسة التي استخدمها الإمام ولا تزال بعض حوادثها قائمة حتى الآن.
- الحروب القبلية.
- عدم القبول بالترافع أمام أجهزة القضاء وعدم الإبلاغ عن أسماء الجناة.
- اتساع قضايا القطاع القبلي.
- مبدأ التكايل بالدم والذي كان مبدأً جاهلياً انتشر بين أهل الجاهلية.
- انتشار ظاهرة الرُّبَاعَة القبلية ، أي أن يَفِرَّ القاتلُ إلى قبيلة أخرى فَيَتَرَبَّعُ بها ، أي يلتجئ إليها ويطلب حمايتها. مع العلم أن من الأعراف القبلية أعراف وعادات حميدة ، وفي هذه الحالة يطلق على هذا الرجل الطالب للرباعة اسم: ربيع ، والربيع نوعان: ربيع الغَوَى ، ورَبِيع السَّوَى ، أما الأول (ربيع الغَوَى) فهو الظالم المخطئ الذي يطلب الحماية ، وأما الثاني (ربيع السَّوَى) فهو المظلوم المغلوب على حقه.
- العصبية القبلية وانتشار بعض الأعراف والعادات القبلية السيئة الأخرى ، ومنها: قتل غير القاتل.
- غيرها من الأسباب الثانوية.

## العصبية والثأر
لا شك أن العصبية القبلية تلعب دوراً هاماً في تجذير ظاهرة الثأر في المجتمعات القبلية ، فمن الملاحظ أن المناطق التي تقوى فيها العصبية القبلية وترتفع أهمية الانتماء القبلي فيها ، فإن نسبة الثأر تكون أكثر ارتفاعاً من المناطق التي تقل فيها العصبية القبلية.

## ظاهرة الثأر والسياسة
يرى الكثير من الباحثين والمهتمين بقضايا الثأر أن للدولة دور كبير في زرع وتفريخ قضايا الثأر في المجتمعات ، وذلك لكسب ولاءات قبلية جديدة ، أو لإقامة تحالفات جديدة ، أو لضرب أطراف سياسية منافِسَة.
حيث تسعى الدول لزرع الفتن والقلاقل وسط القبائل لتشغلها عن موضوع السلطة ، وهذا الأمر ينطبق على الحالة اليمنية تماماً ، والدارس لتاريخ اليمن يلاحظ استخدام الأئمة الزيدية لهذا الأسلوب خلال فترات حكمهم لبعض أجزاء اليمن خلال الفترة التاريخية من سنة (284هـ) وإلى سنة (1382هـ الموافق 1962م).
كما اتخذت الدولة من ظاهرة الثأر عصا غليظة لكسر شوكة القبائل وترويضها ، فضربت بعضها ببعض.
كما أن ظهور الأحزاب السياسية خلق ولاءات وانتماءات جديدة ، وهذا الوضع أنتج عصبية حزبية ومذهبية ساهمت في وجود ظاهرة الثأر وفي تعزيزها.

## علاج ظاهرة الثأر
- تعزيز الوازع الديني لدى الأفراد.
- قيام الدولة بواجباتها تجاه المجتمع.
- تعزيز دور الجانب الأمني.
- تفعيل دور جهاز القضاء ، وتطهيره من الفساد الإداري والسياسي ، وتمكين أجهزة العدالة من القيام بواجباتها ومهامها بعيداً عن الضغوط القبلية والسياسية.
- القضاء على ظاهرة حمل السلاح ، من خلال تنظيم حمل وحيازة السلاح.

## أهم الدراسات
إن ظاهرة الثأر من الظواهر الاجتماعية التي تحتاج لدراسات شاملة وعميقة لها ، ولهذا نجد ندرة في الدراسات المتخصصة التي تتناول هذه الظاهرة تناولاً شاملاً من حيث الأبعاد: التاريخية ، والجغرافية ، والدينية ، والاجتماعية ، والقَبَلِيَّة ، والسياسية ، والجنائية ، والقضائية ، والنفسية ، وغيرها من الأبعاد التي ترتبط بهذه الظاهرة الخطيرة.
ونظراً لندرة المصادر ؛ وشحة المراجع ؛ ولأن ظاهرة الثأر تحتاج لدراسات ميدانية ومعايشات واقعية ؛ ولصعوبة التقاء العينات الحقيقية والواقعية للثأر ؛ ونظراً لنفور أصحاب الثأر من المقابلات الصحفية وللالتقاء بالدارسين والباحثين ، ولتفضيلهم أن تظل قضاياهم بعيداً عن الأضواء ؛ ولوجود محظورات أمنية حول البحث في بعض القضايا ، ولوجود اتجاهات ودوافع سياسية معينة في الأنظمة السياسية التي تحكم المناطق التي تنتشر فيها ظاهرة الثأر ؛ ولوجود قوى قبلية لها حساباتها الخاصة ؛ نظراً لجميع الأسباب السابقة فإن دراسة ظاهرة الثأر تحيطها المصاعب من جميع الجوانب والاتجاهات.
ومع هذا نجد دراسات خرجت إلى النور ، منها ما هو قَيِّمٌ وثَمِين ، ومنها ما يحتوي الغَثَّ والسَّمِين ، ومنها ما يعيد المُعَاد ويُكَرِّرُ المُكَرَّر ، ومنها ما يكاد يكون عديم الجدوى والفائدة.
ومن الدراسات التي تناولت ظاهرة الثأر:
- الثأر: إبراهيم مصباح.
- الثأر في صعيد مصر: زكريا هميمي.
- ظاهرة الثأر دراسة دعوية: عبد الباسط أحمد محمد حسن.
- فعالية الاجرءات الأمنية في الحد من جرائم الثأر: فيصل بن عايض العتيبي
- رحلة مع الثأر: سراج النلساوي.
- ظاهرة الثأر في المجتمَعَين اليمني والمصري للدكتور أحمد علي جندب.